# Isaiah Wynn
Isaiah Emmanuel Wynn (* 10. Dezember 1996 in Saint Petersburg, Florida) ist ein US-amerikanischer American-Football-Spieler in der National Football League (NFL). Er spielt für die Miami Dolphins als Offensive Tackle. Zuvor spielte Wynn fünf Jahre lang für die New England Patriots.

## College
Wynn spielte vier Jahre lang College Football für die Georgia Bulldogs der University of Georgia in der SEC. In seinem letzten Jahr am College (2017) wurde er in das All-Team der Southeastern Conference gewählt.

## NFL
Wynn wurde bei dem NFL Draft 2018 von den New England Patriots in der ersten Runde an 23. Stelle gedraftet. In seiner Rookie-Saison (2018) konnte Wynn für die Patriots kein einziges Spiel während der regulären Saison absolvieren, da er sich in der Preseason schwer verletzte. Die Patriots gewannen am Ende seiner Rookie-Saison den Super Bowl LIII. In der Saison 2019 feierte Wynn dann in der ersten Woche sein Profidebüt in der NFL. Aber bereits im zweiten Spiel der Saison verletzte er sich erneut schwer und Wynn wurde anschließend von den Patriots auf die Injured Reserve List gesetzt.
Wynn bestritt in fünf Jahren 43 Spiele für die Patriots, davon 40 als Starter. Am 15. Mai 2023 nahmen die Miami Dolphins Wynn unter Vertrag. Im März 2024 verlängerte er seinen Vertrag in Miami.